# Salón de aparato

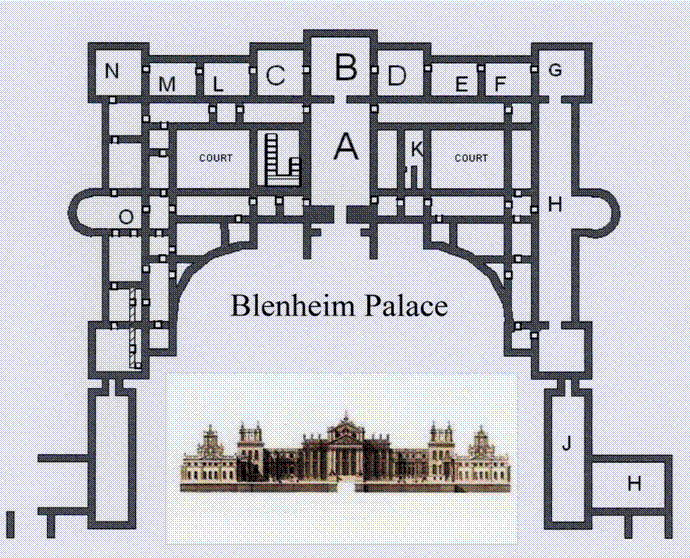
En el Palacio de Blenheim, monumental residencia campestre del siglo XVIII, en la planta noble, los salones de aparato son los situados a cada lado del comedor principal (salón) marcado con "B".

Un salón de aparato en un palacio o una mega mansión es una sala (o una serie de salas) suntuosa concebida principalmente para impresionar a los visitantes y como símbolo de poder de su dueño. 
Aunque ya se encuentran estos salones, como tales, con una cierta frecuencia en los palacios medievales, el término fue más ampliamente empleado en los siglos XVII y XVIII. 
Eran los salones más ricamente decorados de la casa y contenían las mejores obras de arte. Los salones de aparato, por lo general, sólo se encontraban en las casas de las altas esferas de la aristocracia, a las que era probable que pudieran asistir los jefes de Estado. Se utilizaban ante todo para acomodar y entretener a distinguidos invitados, preferentemente a un monarca y / o a su consorte real, a otros aristócratas de alto rango o a altos funcionarios estatales. En su forma original, podía constar de varios salones de aparato y un dormitorio apartado con la misma condición.